# ويليام سيمز بينبريج
ويليام سيمز بينبريج (بالإنجليزية: William Sims Bainbridge)‏ هو عالم اجتماع أمريكي، ولد في 12 أكتوبر 1940 في كونيتيكت في الولايات المتحدة.